# Vlado Pandžić
Vlado Pandžić (Drinovci, 31. prosinca 1945.), sveučilišni profesor, znanstvenik, kroatist, metodičar, retoričar, hrvatski književnik, hrvatski političar i diplomat.

## Životopis
Prof. dr. sc. Vlado Pandžić rođen je 31. prosinca 1945. u Drinovcima (BiH). Nakon gimnazije završio je studij hrvatskoga jezika i povijesti na Pedagoškoj akademiji u Zagrebu, a jugoslavenske jezike i književnosti te komparativnu književnost diplomirao je na Filozofskom fakultetu u Zagrebu. U akademskoj godini 1975./1976. upisao je poslijediplomski studij. Magistarski rad obranio je 1978. Doktorirao je 1979. iz područja humanističkih znanosti (polje filologije).
Prije zaposlenja na Filozofskom fakultetu u Zagrebu predavao je desetak godina hrvatski jezik i povijest u višim razredima osnovne škole, kratko vrijeme u osnovnoj školi za odrasle i srednjoškolskim ustanovama. Bio je u tom razdoblju mentor studentima pedagoških akademija (splitske, mostarske i mariborske) te Filozofskog fakulteta u Zagrebu. U svojim dvadesetim godinama stekao je ugled izvrsna predavača i govornika, a tijekom pedesetak godina je na poziv mnogih prosvjetnih ustanova, pedagoških i učiteljskih akademija te filozofskih, jezičnih i učiteljskih fakulteta iz Hrvatske i inozemstva održao više od tisuću predavanja koja su trebala poslužiti kao uzor ili poticaj studentima, učiteljima, profesorima, znanstvenim novacima i asistentima. Posvećivao je i nakon predavačke te govorničke afirmacije veliku pozornost učenju te je dodatno studirao govorništvo u Francuskoj i usavršavao se u Austriji.
Krajem 1960-ih te osobito tijekom 1970-ih često je objavljivao kritike, pjesme i kratke priče u listovima, časopisima i zbornicima. Nerijetko se potpisivao pseudonimima (Vlado Ado Pandžić, Branimir Zidinić, Ado Lukin, Vladislav i dr.).
Godine 1977. izabran je za asistenta, 1978. za znanstvenog asistenta, 1980. za docenta, 1993. za višega znanstvenog suradnika, 1996. za izvanrednoga profesora, 2002. za redovitoga profesora, a 2008. za redovitoga profesora u trajnom zvanju. Umirovljen je 1. listopada 2016. kao redoviti profesor (u trajnom zvanju) Filozofskog fakulteta Sveučilišta u Zagrebu, ali nastavio je suradnju s petnaestak sveučilišnih i znanstvenih ustanova.
Tri akademske godine (1984. – 1987.), na temelju odobrenja Filozofskog fakulteta u Zagrebu, radio je kao profesor, predavač i lektor na Sveučilištu u Bordeauxu (Francuska). Imao je kao hrvatski narodni zastupnik dvogodišnji dopust (1991. – 1992.), ali izvršavao je svoje uobičajene obveze na Filozofskom fakultetu u Zagrebu (u Odsjeku za kroatistiku).
Surađivao je stalno ili povremeno sa znanstvenim i prosvjetnim ustanovama u Hrvatskoj, BiH i inozemstvu: Ministarstvom prosvjete i športa, Zavodom za unapređivanje školstva, Hrvatskim leksikografskim zavodom Miroslava Krleže, Pravnim fakultetom u Zagrebu, Pedagoškim fakultetom u Mariboru, Pedagoškom akademijom u Pečuhu, Jezičnim fakultetom u Bordeauxu, Filozofskim fakultetom u Osijeku, Filozofskim fakultetom u Zadru, Ekonomskim fakultetom u Splitu, Filozofskim fakultetom u Splitu, Učiteljskim fakultetom u Čakovcu, Pedagoškim fakultetom u Sarajevu, Maticom hrvatskih iseljenika, Agencijom za odgoj i obrazovanje, Hrvatskim leksikografskim institutom iz Mostara itd. Devet je godina kao vanjski suradnik predavao na Filozofskom fakultetu (sada Odjelu za kroatistiku) Sveučilišta u Zadru. Šest je godina kao vanjski suradnik izvodio nastavu na Filozofskom fakultetu u Splitu.
Svoje znanstvene i stručne postavke stalno je provjeravao u nastavi, dodiplomskoj i poslijediplomskoj. Četrdeset godina držao je predavanja i vodio seminare iz nastavnih predmeta: Teorija nastave književnosti (Metodika nastave književnosti, Književnost u nastavi, Školska recepcija književnosti); trideset četiri godine iz nastavnih predmeta: Metodika nastave hrvatskog jezika (Teorija i praksa nastave hrvatskoga jezika) i Teorija i praksa nastave govornoga i pismenoga izražavanja (Usmeno i pismeno izražavanje); dvadeset tri godine iz nastavnih predmeta: Osnove govorništva, Govorništvo, Svjetska književnost u nastavi, Dramski tekst u nastavi i Teorija nastave hrvatskoga jezika i književnosti. Na inozemnim sveučilištima držao je predavanja i vodio seminare iz nastavnih predmeta: Gramatika (slovnica) hrvatskoga jezika, Novija hrvatska književnost, Starija hrvatska književnost, Povijest hrvatskoga književnoga jezika, Hrvatsko govorništvo (propovjedništvo) itd. O uspješnosti njegovih predavanja i seminara najbolje svjedoči iznimno velik broj zainteresiranih slušača: studenata kroatistike, ali i mnogih studenata drugih studijskih skupina i fakulteta. Svrhovito je uključivao studente u samostalan nastavni rad i istraživanje stručne problematike.
Predavao je na poslijediplomskim studijima Filozofskog fakulteta u Zagrebu, Pedagoškog  fakulteta (Filozofskog fakulteta) u Mariboru (Slovenija) i Pedagoškog fakulteta u Sarajevu (BiH). Bio je član  povjerenstava za organizaciju poslijediplomskog studija kroatistike na Filozofskom fakultetu u Zagrebu. Predavao je na poslijediplomskom studiju i vodio predavačku izobrazbu asistenata Ekonomskoga fakulteta u Splitu. Bio je mentor u izradi dvadesetak magistarskih i doktorskih radova na Filozofskom fakultetu u Zagrebu, Sveučilištu u Zadru, Pedagoškom fakultetu u Sarajevu itd. Kao predsjednik ili član povjerenstava sudjelovao je u ocjenjivanju i obrani dvjestotinjak diplomskih te četrdesetak magistarskih i doktorskih radova.
Petnaest godina bio je predstojnik Katedre za metodiku nastave hrvatskoga jezika i književnosti (2000. – 2015.), a dvije godine pročelnik Odsjeka za kroatistiku Filozofskog fakulteta u Zagrebu (2000. – 2002.).
Dvanaest je godina bio predavač i voditelj jezičnih vježbi na hrvatskim seminarima za nastavnike, učitelje i profesore hrvatske narodnosti iz Mađarske, Italije, Rumunjske, Austrije i Švedske te na kroatističkim seminarima za strane studente. Gostovao je kao predavač u Mađarskoj, Francuskoj, Njemačkoj, Austriji, Sloveniji, Poljskoj i dr.
Sudjelovao je na stotinjak znanstvenih i petstotinjak stručnih skupova u Hrvatskoj i inozemstvu. Bio je voditelj jedanaest znanstvenih skupova i sedam znanstvenih projekata. Recenzirao je šezdesetak knjiga, dvjestotinjak znanstvenih radova (u časopisima i zbornicima) te tridesetak znanstvenih projekata (programa).
Bio je angažiran u mnogim stručnim povjerenstvima na Filozofskom fakultetu u Zagrebu i drugim znanstvenim i stručnim te državnim ustanovama (Povjerenstvu za znanstveno-nastavni rad, Povjerenstvu za doškolovanje nastavnika, Povjerenstvu za školovanje hrvatske djece u inozemstvu te kao pregovarač u hrvatskim izaslanstvima za razgovore i pregovore o nekadašnjoj državi /Jugoslaviji/, zatim o BiH, o mirnoj reintegraciji Hrvatskoga Podunavlja itd.). Napisao je pedesetak izvješća za različita promaknuća i izbore sveučilišnih nastavnika na hrvatskim i inozemnim sveučilištima.
Suautor je službenih programa nastave hrvatskoga jezika i književnosti u osnovnim školama (1995. – 2006.) i srednjim školama (1995. – 2018.), nastavnih programa za hrvatske dopunske škole u inozemstvu (1995. – 2004.) i nastavnih programa za pripadnike nacionalnih manjina u Hrvatskoj (1995. – 2007.). Tijekom pedeset i sedam godina (1966. – 2023.) sudjelovao je kao predavač na dvjestotinjak skupova i seminara za stručno usavršavanje nastavnika diljem Europe. Dvadeset pet godina bio je predsjednik ili član povjerenstava za polaganje stručnih ispita za učitelje i profesore hrvatskoga jezika u osnovnim i srednjim školama u Republici Hrvatskoj.
Bio je glavni urednik listova: Naši pokušaji, Zvonimir i Glasnik Nezavisnog sindikata znanosti i visokog obrazovanja; član uredništava časopisa i zbornika: Kršni zavičaj, Nova Matica, Drinovački zov, Nastavni vjesnik, Život i škola, Hum i dr.; član Uredništva Filmoteke 16; urednik struke u Hrvatskome leksikografskom zavodu Miroslava Krleže; član Uredništva Zbornika radova i pjesama (urednik /2005. – 2009./ međunarodnih stručnih i znanstvenih skupova u Kijevu o životu i djelu hrvatskih književnika: Antuna Branka Šimića, Tina Ujevića, Vlade Gotovca, Jure Kaštelana i Ivana Raosa); urednik Zbornika radova s Međunarodnoga znanstvenog skupa o hrvatskom književniku Antunu Branku Šimiću (2008.); član Uredništva zbornika radova znanstveno-stručnih skupova s međunarodnom suradnjom Prema kvalitetnoj školi u Splitu (2005. – 2008.); član Uredništva Hrvatske enciklopedije Bosne i Hercegovine (2004. – 2011.) u Hrvatskome leksikografskom institutu u Mostaru itd. Glavni je urednik znanstvenoga časopisa Hrvatski (2003. – 2024.).
Bio je pročelnik Sekcije za metodiku nastave hrvatskoga jezika i književnosti Hrvatskoga filološkog društva (1982. – 1984.); predsjedatelj Stručnog vijeća Zagrebačke slavističke škole ‒ Hrvatskoga seminara za strane slaviste (2000. – 2002.); predsjednik Odjela za metodiku nastave hrvatskoga jezika i književnosti Hrvatskoga filološkog društva (2003. – 2023.); član Matice hrvatske; član Društva sveučilišnih nastavnika i drugih znanstvenika (sjedište u Zagrebu); član prvoosnovane HAZU BiH (sjedište u Mostaru); član Hrvatskoga društva za znanost i umjetnost BiH (sjedište u Sarajevu); član udruge Hrvatski novinari publicisti; član Hrvatskoga kulturnog društva Napredak itd.
Impozantna je bibliografija njegovih objavljenih radova: dvadesetak autorskih knjiga; uredio šezdesetak knjiga i napisao popratne tekstove; objavio sedamdesetak poglavlja (znanstvenih radova) u suautorskim knjigama; šezdesetak znanstvenih radova u časopisima; šezdesetak ostalih radova u časopisima i listovima; stotinjak udžbenika; dvadesetak nastavnih programa, metodičkih uputa i nastavnih sredstava; tristotinjak prikaza, osvrta, recenzija, različitih kratkih članaka itd.

### Hrvatski političar i diplomat
Od 1966. do 1989. bio je zbog tzv. „hrvatskog nacionalizma“ proganjan, optuživan i kažnjavan (među ostalim, tri puta izbačen s posla). Do 28. prosinca 1989. nije bio član ni jedne političke stranke ni "partije". Jedan je od utemeljitelja i prvi dopredsjednik HKDS-a (28. prosinca 1989. ‒ 18. kolovoza 1990.) i Nezavisnog sindikata znanosti i visokog obrazovanja (predsjedavajući Utemeljiteljske skupštine, 11. siječnja 1990.); član predsjedništva HDZ BiH (1990. ‒ 1995.); izabran za hrvatskoga narodnog zastupnika na višestranačkim izborima za Skupštinu SRBiH (18. studenoga 1990.); predsjednik Kluba zastupnika HDZ-a u Skupštini BiH (1990. ‒ 1995.); hrvatski narodni zastupnik (HDZ) u Skupštini SFRJ i predsjednik Odbora za nerazvijene republike i pokrajine od 28. prosinca 1990. do 21. lipnja 1991. kada je zbog generalskih prijetnji na sjednici pozvao hrvatske, slovenske, muslimanske, albanske i druge zastupnike na izlazak iz Skupštine SFRJ); kao predsjednik Kluba zastupnika HDZ-a u Skupštini BiH ‒ iznimno, presudno zaslužan za odluku (25. siječnja 1992.) i održanje referenduma o neovisnosti BiH (29. veljače i 1. ožujka 1992.); u HVO-u zadužen za promidžbene djelatnosti (1992.); predsjedavajući Hrvatskoga zastupstva u Ustavotvornoj skupštini FBiH (1994. ‒ 1995.); član Hrvatskoga izaslanstva na hrvatsko-bošnjačkim pregovorima u Beču (1994.); zastupnik na parlamentarnom zasjedanju OESS-a u Beču (1994.); član i predsjedavajući Hrvatskoga pregovaračkog prosvjetnog izaslanstva za mirnu reintegraciju Hrvatskoga Podunavlja u Vukovaru (1996. ‒ 1998.). Od početka 1999. odbijao je sve ponude političkih i diplomatskih dužnosti te potpuno se posvetio sveučilišnoj karijeri i znanosti.

### Pohvalnice, priznanja, nagrade...
Primio je dvadesetak pohvalnica, zahvalnica, priznanja, nagrada, odličja, spomen-medalja i dr. Dobitnik je Povelje Općine Kijevo za osobite uspjehe na promicanju kulture i društvenih odnosa. Počasni je građanin Općine Dobretići (Pougarje, BiH).